# Die hoffärtige Braut
Die hoffärtige Braut ist ein Märchen (ATU 955). Es stand in Ludwig Bechsteins Deutsches Märchenbuch nur in frühen Auflagen.

## Inhalt
Die eitle Pfarrerstochter will einen reichen Graf. Ein Baron will sie auf sein Schloss nehmen. Sie sucht ihn auf, beruhigt zwei Wachhunde mit Schinken und sieht hinter ein Fass versteckt seine Bande eine Frau morden. Ein Finger fällt in ihren Schoß. Damit wird er überführt.

## Herkunft
Bechstein vermerkt „Mündlich im Werratale, wie auch im Saaltale.“ Die Hunde sprechen „Bleibst du da, so bist du klug! / Gehst du fort, so siehst du Trug!“ und „Kehrst du um, so ist es gut, / Bleibst du da, so siehst du Blut!“. Vgl. Grimms KHM 40 Der Räuberbräutigam, aber auch Bechsteins Die drei Bräute, Das goldene Ei. Wie in einer Kriminalgeschichte wird der Mörder zuletzt überführt. Wohl dieser Ähnlichkeiten wegen schied der Text bei Bechstein später aus. Die Speisung der Wachhunde erinnert eher an Märchen wie Grimms KHM 97 Das Wasser des Lebens.